# Dungeonslayers
Dungeonslayers (kurz: DS, Untertitel: "Ein altmodisches Rollenspiel") ist ein freies Pen-&-Paper-Rollenspiel, das 2008 von Christian Kennig veröffentlicht wurde. Im Vordergrund steht dabei das Dungeoncrawling in einem klassischen Fantasysetting, allerdings können – wie vom Autor immer wieder betont – auch andere, ernsthaftere Szenarien gespielt werden. Dungeonslayers steht unter der Creative-Commons-Lizenz CC-by-nc-sa 3.0.

## Geschichte
Dungeonslayers existiert seit 2008 und wurde laut Kennig innerhalb weniger Tage für seine Spielegruppe entwickelt. Das Spiel verbreitete sich – auch dank diverser Zusätze wie fertiger, einseitiger Abenteuer (Dungeon 2 go – D2G) – sehr schnell im Internet und wurde in mehrere Sprachen übersetzt.
2010 erschien bereits die vierte Version, diesmal zunächst nur in gedruckter Form im Uhrwerk Verlag. Seit 8. Dezember 2010 existiert auch die gewohnte PDF-Version. Das Regelwerk wuchs dabei von 20 Seiten A4 auf 168 Seiten im A5-Format, vor allem wurden Talent- und Zauberlisten erweitert. Zudem enthält Dungeonslayers 4 eine kurze Einführung der Spielewelt Caera.
Nachdem die erste Auflage vergriffen war, wird seit März 2011 die zweite Auflage als Box vertrieben. Ebenso werden mittlerweile auch einige Abenteuerbände vom Uhrwerk-Verlag vertrieben.

## Charaktere
Charaktere bestehen aus 9 Grundwerten (3 Attribute und 6 Eigenschaften), aus denen sich Werte wie Lebenskraft, Abwehr, Schlagen und Schießen berechnen. Bei der Charakterschaffung existieren keine Zufallsfaktoren.
Standardmäßig gehören Charaktere einem der Völker der Menschen, Zwerge oder Elfen an und haben eine der Klassen Krieger, Späher oder Zauberwirker, wobei ein Zauberwirker Heiler, Zauberer oder Schwarzmagier sein kann. Im späteren Spielverlauf existieren Heldenklassen wie zum Beispiel der Paladin.

## Spielmechaniken
Im Wesentlichen existiert bei Dungeonslayers nur ein Spielmechanismus, die W20-Probe. Es muss dabei ein bestimmter Probenwert auf einem zwanzigseitigen Würfel (sogenannter W20) unterwürfelt oder genau erreicht werden. Dieser Mechanismus wird sowohl für normale Aktionen außerhalb von Kämpfen als auch für Angriffe et cetera benutzt. Dabei ist der gewürfelte Wert auch direkt der erzeugte Schaden.
Bemerkenswert ist, dass der Welt von Dungeonslayers das Konzept der Magiepunkte fehlt. Stattdessen haben die Zauber immer nur eine gewisse Abklingzeit. Dies ermöglicht z. B. Heilern durchgehendes Heilen, ohne einen Magiepunkte-Vorrat zu verbrauchen.

## Varianten
Verschiedene auf dem DS-System basierende Varianten wurden veröffentlicht:
- DS Aventurien (2011, 22013, Alternatives Regelsystem für Das Schwarze Auge)[1][2]
- Caveslayers (2012, Deutsch: 2019, Steinzeit)[3][4]
- Zombieslayers (2012, Horror)[5]
- DS-X (2012, Mystery)[6]
- Gammaslayers (2013, Postapokalypse)[7]
- Old Slayerhand (2015, Karl-May-inspirierter Western)[8]
- Starslayers (2015, Science-Fiction in einer unbekannten Galaxis)[9]
- Witchslayers 1799 (2019, 22022, Hexen- und Vampirjagden zwischen Französischer Revolution und napoleonischer Epoche)[10][11]

Außerdem sind zahlreiche andere Modifikationen frei verfügbar, beispielsweise ein alternatives Magiesystem (Zauberwerk, 2011), welches Manapunkte verwendet, und eine Regelerweiterung zur Vertiefung sozialer Interaktionen (Diskurs, der soziale Kampf, 2018).